# Carlos Henrique Raimundo Rodriguez
Carlos Henrique Raimundo Rodriguez (24 december 1976), ook wel kortweg Henrique genoemd, is een voormalig Braziliaans voetballer.

## Carrière
Henrique speelde in 1999 voor Verdy Kawasaki.